# Waleed Al-Ahmed
Waleed Al-Ahmed (en árabe: وليد الأحمد‎; Riad, 3 de mayo de 1999) es un futbolista saudí que juega en la demarcación de defensa para el Al-Taawoun de la Liga Profesional Saudí.

## Selección nacional
Tras jugar con la selección de fútbol sub-20 de Arabia Saudita y la sub-23, finalmente hizo su debut con la selección absoluta el 1 de diciembre de 2021 en un encuentro de la Copa Árabe de la FIFA 2021 contra Jordania que finalizó con un resultado de 0-1 a favor del combinado jordano tras el gol de Mahmoud Al-Mardi.

## Clubes
| Club                 | País           | Año       | Partidos | Goles |
| -------------------- | -------------- | --------- | -------- | ----- |
| Al-Hilal Saudi F. C. | Arabia Saudita | 2019-2020 | 1        | 0     |
| Al Faisaly F. C.     | Arabia Saudita | 2020-2023 | 47       | 1     |
| Al-Taawoun           | Arabia Saudita | 2023-     |          |       |